# راجو موخرجي
راجو موخرجي هو متسابقة ملكة الجمال وممثل هندي، ولد في 2 أبريل 1981 في الهند.

## وصلات خارجية
- راجو موخرجي على موقع IMDb (الإنجليزية)
- راجو موخرجي على موقع قاعدة بيانات الفيلم (الإنجليزية)